# UTP11L
UTP11L‏ (UTP11, small subunit processome component) هوَ بروتين يُشَفر بواسطة جين UTP11L في الإنسان.